# 韦博
韦博（？—？），字大业，京兆府万年县（今陕西省西安市长安区）人，出自京兆韦氏逍遥公房，浙西节度观察使韦黄裳之孙，唐朝官员。

## 生平
韦博考取进士后，逐渐升任殿中侍御史。开成年间，萧本谎称贫穷而被定罪，皇帝诏令韦博和宫中宦官抄没萧本的财产，宦官受到宝玉的诱惑，想要偷走，韦博将宝玉夺回充公，登记册上的财物没有遗失
。
回鹘入侵唐朝时，朝廷任命苻澈出任河东节度使，以韦博担任节度判官。很久之后，韦博升任主客郎中。会昌五年八月壬午（845年9月12日），唐武宗灭佛，唐武宗李炎诏令毁掉佛寺，所有的和尚都隶属主客司管理。韦博进言说此项诏令太过分，应该折中一些，宰相李德裕厌恶韦博。恰逢羌族和吐谷浑反叛，朝廷以何清朝出任灵武节度使，以韦博外任灵武节度副使，韦博升任右谏议大夫，皇帝召见韦博，赐给金紫。韦博因此巡视西北边境，视察外族的强弱，回朝后韦博的奏对符合旨意，升任左谏议大夫，出任京兆尹。大中五年十月己亥（851年10月28日），韦博上奏说：“京城附近的富有人家被各路军队虚占，如果免去府县的色役，军府议论纷纷。请允准会昌三年十二月的敕令，各路军队的节度使不能强行让百姓参军。”唐宣宗李忱听从了。同年十二月，盗贼砍断唐景陵神道的门戟，韦博被罚两个月的俸禄。
韦博和御史中丞纷争不息，两人都获罪，韦博被贬任卫尉卿，又外任平卢节度使、检校礼部尚书，转任昭义节度使。韦博在虚龄六十二岁时去世，朝廷赠予兵部尚书。

## 家庭

### 父亲
- 韦旻，河南府参军

### 子女
- 韦郅，监门率府录事参军
- 韦鲁，泾州营田判官
- 韦承裕
- 韦承贻
- 韦氏，嫁尚书膳部员外郎杨乘[6]

## 延伸阅读
[在维基数据编辑]
 《新唐書/卷177》，出自《新唐書》